# خصب
شهرستان خصب (به عربی:  ولایة خصب) در استان مسندم در کشور پادشاهی عمان است.
شهر خصب  بر کرانه تنگه هرمز و در صد کیلومتری رأس‌الخیمه (در امارات متحده عربی) قرار دارد.

## جمعیت
جمعیت شهرستان خصب در حدود ۳۹۳ ۱۷ نفر است که از اهل سنت و مالکی مذهب هستند. پیشهٔ مردم این شهر ماهی گیری است.

## اماکن گردشگری
اماکن گردشگری این شهرستان: «الروضه»، «السیء»، «الخالدیه»، «وادی خن»، «مسیفة حیوت»، «خورنجد»، «خلیج خصب»، «خلیج کمزار»، «خلیج شیصة»، «خور شم»، «خور النید»، «خور حبلین»، «خور قبل»، «خور غب» و «خور قدی» می‌توان نام برد.

## اقتصاد خصب
اقتصاد خصب برپایه ماهیگیری و کشتی‌سازی و قاچاق کالا به ایران و از ایران است. فعالیت‌های گردشگری نیز در خصب در حال شکل‌گیری است.
تنها راه خشکی به شبه جزیره مسندم و شهر خصب، راه ساحلی است که از رأس الخیمه می‌گذرد، این راه از شهر بخاء عبور می‌کند سپس به خصب و مسندم می‌رسد.

## آثار باستانی خصب
در شهرستان خصب آثار تاریخی متعددی وجود دارد که عبارت‌اند از: «قلعه خصب» این قلعه در عهد آل بوسعید ساخته شده‌است و در سال ۱۹۹۰ میلادی بازسازی شده‌است.
«قلعه الکمازرة»، «برج السیبة»، «برج کبس القصر»، همچنین تعدادی مساجد قدیمی در خصب وروستاهای آن وجود دارد که به سبک سنتی ساخته شده‌است و جامع السیبه از قدیمی‌ترین مساجد این دیار است که در سال ۱۹۸۰ میلادی بازسازی شده‌است.

## پیشهٔ مردم
پیشه مردم شهرستان خصب ماهی گیری، دامداری وکشاورزی است. از منتوجات زراعتی: خرما، لیمو ترش، میوه‌جات و سبزیجات و غله است. همچنین صنایع کشتی‌سازی، کوزه‌گری، قایق‌سازی و منتوجات نخیل و شباک صید ماهی‌گیری نیز در این شهرستان رایج است.
شهر خصب با شهر جاسک در ایران (استان هرمزگان) دارای تفاهم‌نامه خواهرخواندگی است.

## فهرست منابع و مآخذ
- سلطنة عمان، مسقط: وزارة الاعلام، ۱۹۹۲ میلادی تاریخ وارد شده در |سال= را بررسی کنید (کمک)
- السلطان:قابوس، البوسعید،  موسوعة  دلیل الأعلام: مسقط، چاپ اول، سال ۱۹۹۸ میلادی. (به عربی).
- دکتر:القاسمی، سلطان، بن محمد،  «(تقسیم الإمبراطوریة العُمانیة)» ، چاپ دوم، مطابع البیان التجاریة دبی: سال انتشار ۱۹۸۹ میلادی.
- عمان فی عام ۱۹۸۶ (عام الحصاد والتراث) إصدار وزارة الإعللام، دارالعرب للطباعة والنشر والتوزیع، ۱۹۸۶ میلادی
- لفتنانت کولونیل، سیر آرنولد ویلسون،  «(تاریخ عمان والخلیج)» ، انتشار سال ۱۹۸۸ میلادی.
- بدوی، محمد، آلسعید،  (دلیل أعلام عُمان) ، دانشگاه سلطان قابوس، مکتبه لبنان چاپ دوم، سال ۲۰۰۶ میلادی. (به عربی).